# 摔跤霸王
《摔跤霸王》，是由日本卡普空公司於1993年7月13日推出的大型電玩格鬥遊戲，同年12月推出改版《摔跤霸王DUO》，1994年推出續作《超級快打英雄榜》（Super Muscle Bomber）。

## 遊戲模式
傳統的摔角遊戲，挑戰完一個摔角對手後進行另一場戰鬥。當負方的生命計耗盡後，裁判會用三秒壓倒給負方再戰，或是投降。每名摔角角色均有兩招特殊投。

## 遊戲系列版本
- 摔跤霸王（1993）
- 摔跤霸王DUO[3]（1993）
- 摔跤霸王II 破壞競技場[4][5]（1994）

## 登場角色

### CWA
阿列克謝·撒拉夫/阿列克谢·查拉佐夫（ALEKSEY ZALAZOF，海外版本名為比夫·斯拉姆维奇(BIFF SLAMKOVICH)）
遊戲主角，外號“赤色狮子”。俄羅斯高級官員之子，自少接受摔角特訓，贏取不少奬項，哈格的徒弟，哈格所创办健身馆里的学生，并且曾是桑吉尔夫训练时的伙伴。
黑寡婦（BLACK WIDOW）
隸屬CWA並身穿蜘蛛服的德國神秘摔角手，外號“金属蜘蛛”。真身是女性，因为无法通过摔角大赛的报名而穿起束胸紧身衣隐瞒性别。
拉奇·柯爾特/拉奇·柯特/拉奇·科特（LUCKY COLT，海外版本名為冈恩罗克(GUNLOC)）
外號“佛羅里達州野馬/佛罗里达荒马”。撒拉夫的好友兼竞争對手。也曾在哈格的健身中心学习摔角，亦是哈格的徒弟。有趣的是，他追求过杰西卡，结果被科迪(CODY)揍了一顿。
艾尔·斯廷杰/艾尔·史丁（EL STINGER，海外版本名為艾尔·斯廷格雷(EL STINGRAY)）
外號“杀人蜂”。身型細小但擁有超快速度的蒙面摔角手，因擅長墨西哥自由式摔角的空中殺人技而自豪。通过蓝色面具、裤子、还有鞋可知，设计原型是摔跤手利兹马克(LIZMARK)。
另有一点值得一提，《快打旋風》中的艾尔·弗尔特(EL·FUERTE)与他师出同门，但雙方彼此未相識。
神秘武道/風丸（MYSTERIOUS BUDO，海外版本名為大鬼(THE GREAT ONI)）
日本職業摔角手，外號“蒼白魔人/白面惡魔”。除了摔跤，風丸同时是一名出色的歌舞伎演員。脸涂白垩，口喷毒雾的日本摔跤手有两位，GREAT KABUKI和GREAT MUTA。很显然，他们便是武神风丸的创作原型。
麥克·哈格（MIKE HAGGAR）
撒拉夫與柯爾特的師傅，哈格的原型是前摔跤选手杰西·文图拉/杰斯·文图拉(JESSE VENTURA)，後來當選市長後接續《街頭快打》故事。
戈麦斯/戈梅斯（MISSING IQ GOMES，海外版本名為拉斯特法里王的人(KING RASTA MON)）
多明尼加共和國的野人，原本生活在山区中的弃婴，因擁有健壯的体魄并知道他的运动能力而偶然被马修·安斯沃思(MATTHEW AINSWORTH)發掘并成為摔角手才开始了摔跤生涯。
大多数时候他都是平静的，但摔跤会使他陷入疯狂状态。此外几乎没人能听懂他的语言，要想与之沟通，需要你有一定的绘画能力。或者找他的的经理人，智商超過200，能聽懂人語的神奇猩猩，名叫弗雷克（FREAK）。
谢普/希普（SHEEP THE ROYAL，海外版本名為大亚历山大(ALEXANDER THE GRATER)）
外號“迷途公羊”。澳洲職業摔角手，性格殘忍。原本是澳大利亚国家橄榄球队成员，去往美国之后才开始的职业摔跤生涯。
谢普的原型应该是摔跤手Vader(BIG VAN VADER)，他们之间有着相似的胡须和头发类型。或许另一位摔跤手霍克(HAWK)亦是卡普空设计谢普的灵感来源，除了相似的造型，二者还都喜欢吐舌挑衅。
大泰坦（TITAN THE GREAT，海外版本名為泰坦尼克·蒂姆/铁达尼·蒂姆(TITANIC TIM)）
英國巨漢，外號“唯一最強巨人/最强巨人”。出生時超過五公斤，成長後高6呎3，討厭矮小的人，小学毕业以后，因为与众不同而遭到大家嘲笑退学，但是很快他就在摔跤舞台上发现了自己身躯的价值，擅長鎖頸技。
與《快打旋風》中的巴迪(BIRDIE)組成“五百兆力量”，是巴迪的好友兼宿敵。
维克托·奥迪加/維克托·奧爾特加（VICTOR ORTEGA）
外號“超级摔角霸王”。首屆CWA(CAPCOM WRESTLING ASSOCIATION)卡普空摔跤联合会冠軍，超級最終頭目，曾以不败纪录连任的摔跤大赛冠军，后因没有对手與自己較量高下而隐退数年从而神秘失蹤。
直到撒拉夫等新人摔跤手一一出现引起他的兴趣，並决定重出江湖。这位金发碧眼黄胡须的摔跤之王也可在现实中找到原型，那人的名字叫做“超级明星”比利·格拉漢姆(SUPERSTAR BILLY GRAHAM)。

### BWA
亚斯特罗（海外版本名為蝎子(THE SCORPION)）
初代最終頭目，外號“褐色闪电”。在职业化之前，亦是暗黑職業摔角组织BWA首領。其设计原型是摔跤手蒂尼意布拉斯(TINIEBLAS)，除了相似的头盔，蒂尼意布拉斯(TINIEBLAS)也常常穿着带有垫肩的服装。
加马拉（KIMALA THE BOUNCER，海外版本名為大弗拉普杰克(JUMBO FLAPJACK)）
外號“鲸鱼”。愛飲酒而曾於一间酒吧當保镖，后来因打伤顧客而被解僱，現作為职业摔角手亚斯特罗(ASTRO)的私人保镖護衛，因为意气之争他上台淘汰了自己的雇主，并从此开始了摔跤生涯。
在现实中和加马拉一样拥有兜腮大胡子名叫地震(EARTHQUAKE)，然而另一位没胡子的摔跤手卡马拉(KAMALA)，却有着和加马拉一样的胜利舞姿。能噴出火及毒氣。
瑞普·塞巴（RIP SABER）
外號“地獄先鋒/地狱工兵”。暗黑職業摔角手成員。其战斗风格是“为了胜利不择手段”，因此工兵铲和手榴弹都成了他的常规武器，这种无耻而血腥的风格也为他赢得了大量观众。
鬼魂（THE WRAITH）
外號“魔界使者”。《超级摔跤霸王》中新登场的暗黑職業摔角手，可能不是人。唯一知道的资料是他来自印度新德里，宽大的袍袖下身纏无数供其驱使的毒蛇作武器。

## 外部連結
- 摔跤霸王維基(英) （页面存档备份，存于）
- 摔跤霸王II維基(英) （页面存档备份，存于）
- 摔跤霸王簡介(英) （页面存档备份，存于）